# Bill Siksay
William Livingstone Siksay (sinh ngày 11 tháng 3 năm 1955) là một chính khách người Canada, và là Thành viên Quốc hội (Nghị sĩ), người đại diện cho British Columbia tranh đua Burnaby—Douglas cho Đảng Dân chủ Mới từ năm 2004 đến năm 2011.

## Đầu đời
Siksay sinh ra ở Oshawa, Ontario, với cha mẹ là Patricia và William Siksay. Nhận bằng tốt nghiệp trung học tại McLaughlin Collegiate và Học viện Dạy nghề ở Oshawa, Ontario, Siksay theo học Cao đẳng Victoria tại Đại học Toronto, tốt nghiệp cử nhân vào năm 1978. Sau đó, ông đăng ký vào chương trình MDiv tại Trường Thần học Vancouver thuộc Đại học British Columbia, đang học với tư cách là một ứng cử viên để trở thành mục sư giáo đoàn trong Giáo hội Thống nhất Canada. Ông là một trong những người đầu tiên công khai là đồng tính nam hoặc đồng tính nữ trong quá trình thụ phong và giúp bắt đầu cuộc tranh luận trong nhà thờ về việc phong chức và giám sát các ứng viên đồng tính nam hoặc đồng tính nữ công khai.  Ông đã không hoàn thành chương trình và không được xuất gia.

## Đời tư
Ông sống ở Burnaby với người bạn đời của mình, Reverend Brian Burke, và vẫn là một thành viên tích cực của Giáo hội Thống nhất Canada.